# 424년

## 연호
- 유송(劉宋) 경평(景平) 2년 / 원가(元嘉) 원년
- 북위(北魏) 시광(始光) 원년
- 서진(西秦) 건홍(建弘) 5년
- 북량(北凉) 현시(玄始) 13년
- 북연(北燕) 태평(太平) 16년
- 하(夏) 진흥(眞興) 6년

## 기년
- 유송(劉宋) 소제(少帝) 2년 / 문제(文帝) 원년
- 북위(北魏) 태무제(太武帝) 원년
- 신라(新羅) 눌지 마립간(訥祗麻立干) 8년
- 고구려(高句麗) 장수왕(長壽王) 12년
- 백제(百濟) 구이신왕(久爾辛王) 5년